# Pitcairnia valerioi
Pitcairnia valerioi är en gräsväxtart som beskrevs av Paul Carpenter Standley. Pitcairnia valerioi ingår i släktet Pitcairnia och familjen Bromeliaceae. Inga underarter finns listade i Catalogue of Life.